# A Mi Erdőnk
Az A Mi Erdőnk a Magyar Állami Erdészeti Részvénytársaságok kéthavonta megjelenő erdészeti ismeretterjesztő lapja. Célja az erdőgazdaságok tevékenységének bemutatása mellett az erdők megkedveltetése a szélesebb olvasóközönséggel. Igyekszik szolgálni a természetvédő és a közjóléti igényeket egyaránt. Átmenetet képez a tudományos folyóirat és a színes magazin között. Gazdag illusztrációs anyaggal, sok képpel jelenik meg.